# Grafschaft Schlitz
Die Grafschaft Schlitz war ein Territorium im Heiligen Römischen Reich Deutscher Nation und gehörte anschließend zum Großherzogtum Hessen.

## Geografie

### Lage
Die Grafschaft lag westlich von Fulda um die Stadt Schlitz herum, heute Vogelsbergkreis in Hessen.

### Bestandteile
Zur Grafschaft Schlitz gehörten die Stadt Schlitz und 20 weitere Ortschaften und Höfe:
- Bernshausen
- Fraurombach
- Hartershausen
- Hemmen
- Hutzdorf
- Pfordt
- Queck
- Nieder-Stoll
- Ober-Wegfurth
- Schloss Rechberg[2]
- Rimbach
- Sandlofs
- Schlitz
- Üllershausen
- Unter-Schwarz
- Unter-Wegfurth
- Untzhausen[Anm. 1]
- Willofs

## Geschichte

### Im Alten Reich
Die Herren von Schlitz sind seit 1116 urkundlich fassbar. Sie benannten sich nach der Burg, aus der die Stadt Schlitz hervorging, und waren Lehensnehmer des Klosters Fulda. Im Laufe der Zeit errichteten sie eine Herrschaft im Gebiet um Schlitz herum. Seit 1408 nannten sie sich Schlitz von Görtz.
Den Herren von Schlitz gelang es, sich zunehmend von ihrer Lehnsherrschaft abzusetzen und selbständig zu werden. 1546 wurde in Schlitz erstmals evangelisch gepredigt. 1563 erhielten die Herren von Schlitz das Recht, die Pfarrstellen in ihrer Herrschaft zu besetzen. Diese eigene evangelische Landeskirche behaupteten sie erfolgreich während Gegenreformation und Dreißigjährigem Krieg. Dieser traf die Herrschaft schwer: Plünderungen, Hungersnöte und Pest die von 1635 ließen die Bevölkerung der Herrschaft auf ein Drittel schrumpfen. Der Westfälische Friede 1648 bestätigte die Unabhängigkeit der Herrschaft von der Fürstabtei Fulda. 1677 wurden die Herren von Schlitz in den Reichsfreiherrenstand erhoben, 1726 zu Reichsgrafen. Auch von den Kriegen des 18. Jahrhunderts war das Land wieder betroffen, etwa vom Siebenjährigen Krieg (1756–1763).
In der Grafschaft Schlitz galt ein besonderes Partikularrecht.
Es blieb auch in der Zeit, als die Grafschaft Schlitz zum Großherzogtum Hessen gehörte, weiter geltendes Recht, das erst zum 1. Januar 1900 das einheitlich im ganzen Deutschen Reich geltende Bürgerliche Gesetzbuch ablöste.

### In Hessen
Mit der Rheinbundakte von 1806 fiel die staatliche Hoheit über die Grafschaft Schlitz dem Großherzogtum Hessen zu. Dieses gliederte das Gebiet in das Fürstentum Oberhessen (ab 1816: „Provinz Oberhessen“) ein. Aus der Grafschaft Schlitz wurde das Amt Schlitz gebildet. Das alles geschah aber mit der Einschränkung, dass der Graf dort weiter hoheitliche Rechte in Verwaltung und Rechtsprechung ausübte.
Ab 1820 kam es im Großherzogtum Hessen auch zu Verwaltungsreformen. 1821 wurden auf unterer Ebene Rechtsprechung und Verwaltung getrennt und alle Ämter aufgelöst. Für die bisher durch die Ämter wahrgenommenen Verwaltungsaufgaben wurden Landratsbezirke geschaffen, für die erstinstanzliche Rechtsprechung Landgerichte. Im Fall des Amtes Schlitz war die Lösung einfach: Es wurde aufgelöst, seine Verwaltungsaufgaben dem neu gebildeten Landratsbezirk Schlitz, seine Aufgaben in der Rechtsprechung auf das neu installierte Landgericht Schlitz übertragen, deren Bezirke jeweils deckungsgleich mit dem des aufgelösten Amtes waren.
Zum 1. Juni 1838 verzichtete der Graf auf die ihm bis dahin noch zustehende Verwaltungs- und Gerichtshoheit in der Grafschaft bis auf wenige Ausnahmen im Bereich Forst und Jagd in den eigenen Waldungen. Auch firmierte das Gericht weiterhin als „Großherzoglich Hessisches Gräflich Görtzisches Landgericht“.
In Folge der Verwaltungsreform im Zuge der Märzrevolution gehörte die Grafschaft von 1848 bis 1852 zum Regierungsbezirk Alsfeld und anschließend zum neu gegründeten Kreis Lauterbach.